# Johann Kayser (Politiker)
Johann Kayser (* um 1580 in Cochem; † nach 1654 ebenda) war ein Notar, Bürgermeister und Landtags-Delegierter.

## Leben
Johann Kayser war ein Urenkel des kaiserlichen Hauptmanns und kurtrierischen Vogts Niclas Keisjer aus Cochem. 42 Jahre lang diente Kayser von 1611 bis 1653 der Stadt Cochem und ihren Einwohnern, um deren Schutz er während des Dreißigjährigen Kriegs besonders besorgt war. Während seiner langen Dienstjahre vertrat er die Stadt Cochem auf zahlreichen Landtagen. Bei zwei vom Trierer Kurfürsten Karl Kaspar von der Leyen einberufenen Landtagen am 25. Juni 1652 und am 8. Juni 1654 unterzeichnete er die Landtagsabschiede als Bürgermeister Johann Kayser von Cochem. Weiterhin besiegelte er einen Vertrag zwischen dem Trierer und dem Kölner Kurfürsten, bei dem es um die Rechte in der Herrschaft Hambuch gegangen war. Sowohl das Dorf als auch das dortige Gericht gehörten noch bis nach 1600 je zur Hälfte Kurtrier und zur anderen Hälfte dem Kölner Erzstift und dem Grafen von der Leyen.